# Až se ti jednou bude zdát
Až se ti jednou bude zdát je studiové album Jakuba Smolíka, které vyšlo v roce 1992.

## Seznam skladeb
1. Až se ti jednou bude zdát (Jakub Smolík / Jakub Smolík, V. Hons)
2. Zrychlený tep (J. Hradec / J. Konáš)
3. S láskou je líp (Jakub Smolík / J. Konáš)
4. Nebyl jsem ten pravý (Jakub Smolík / Boris Janíček)
5. Princezna z kaluží (K. Mirošník / Vladimír Poštulka)
6. Blázen žárlí (Zdeněk Barták / D. Machek)
7. Má Jenny (František Janeček / Boris Janíček)
8. Tráva zmírní pád (Jakub Smolík / J. Konáš)
9. Pak to přejde (Marek Dobrodinský / František Řebíček)
10. Madony (Jakub Smolík, M. Pokorný / J. Šprongl, R. Hůd, J. Smolík)
11. Narkomani (M. Havel, J. Smolík / M. Havel)
12. Zbláznění (Jaroslav Uhlíř / Karel Šíp)